# Schwedlerträger

Bild 1

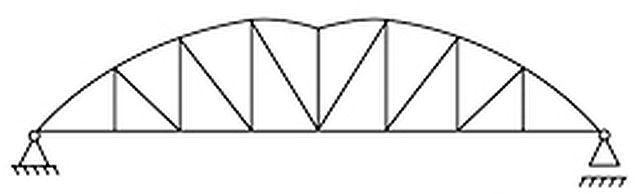
Bild 2

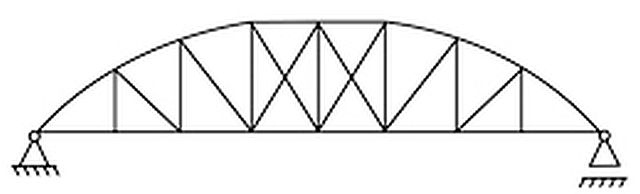
Bild 3

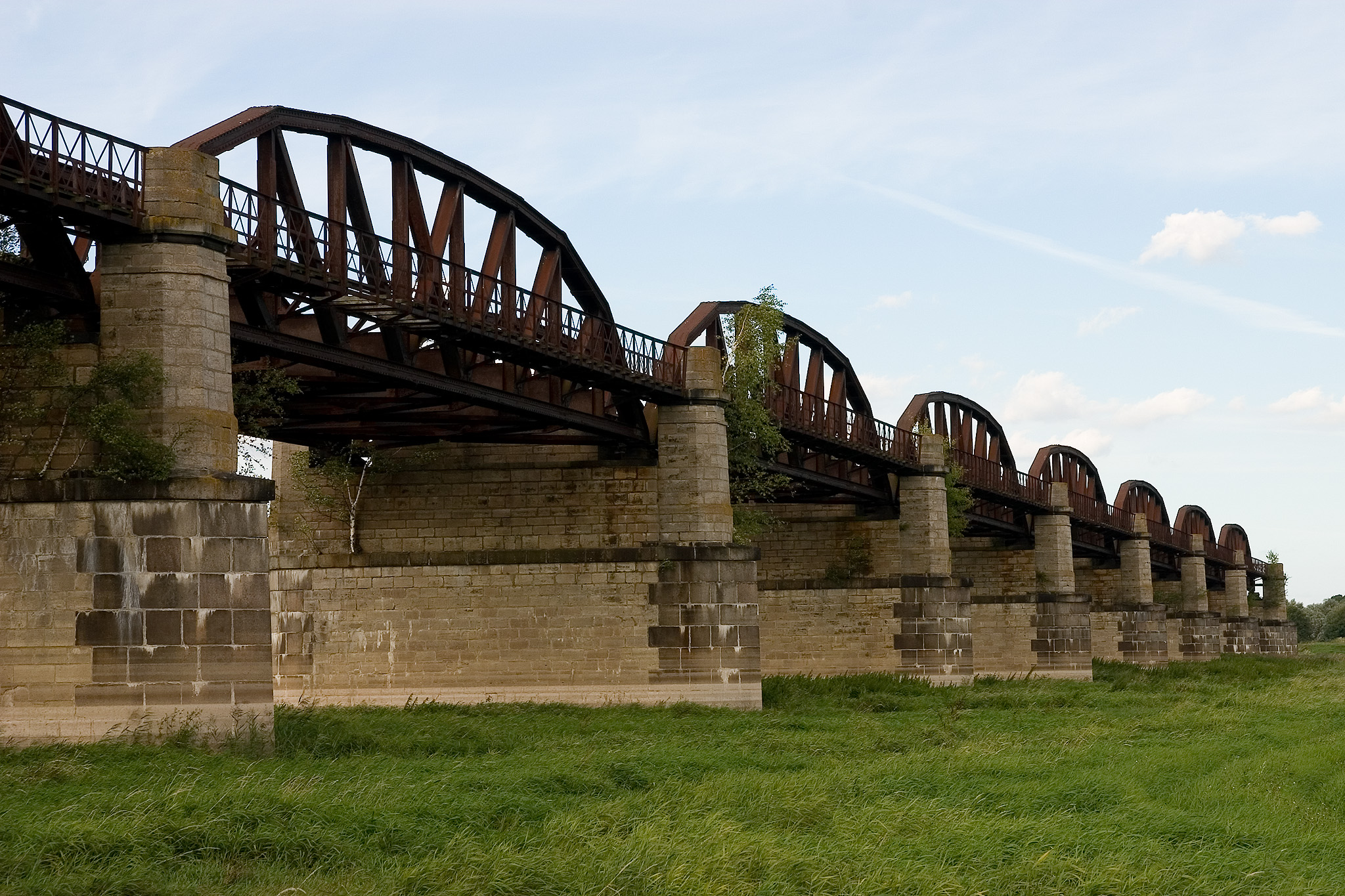
Bild 4, Elbbrücke Dömitz

Der Schwedlerträger ist der optimale Fachwerkträger im Brückenbau. Er ist benannt nach seinem Erfinder, dem Berliner Bauingenieur Johann Wilhelm Schwedler. Den mit 64 m längsten erhaltenen Schwedlerträger Deutschlands besitzt die Eisenbahnbrücke Unterreichenbach.
Die Suche nach optimaler Linienführung der Gurtungen von Fachwerkbrücken beschäftigte Schwedler seit 1850/51 immer wieder. Um beim Ständerfachwerk (Bild 1) für jede Laststellung immer nur Druckkräfte in den Ständern und Zugkräfte in den Diagonalen hervorzurufen, muss Schwedler die Gurte an der Querkraftabtragung beteiligen. Aus der Bedingung, dass für die ungünstigste Laststellung die Diagonalkraft verschwindet (oder positiv ist – also auf Zug beansprucht wird) leitete Schwedler die Gurtkurve ab; dieses Problem hatte er schon 1851 theoretisch untersucht. Der Obergurt müsste demnach eine sattelförmige Einsenkung in der Brückenmitte besitzen (Bild 2). Diese Form jedoch widerspricht dem statischen Gefühl. Deshalb wurde der Obergurt schon bei der Weserbrücke nahe der Benediktinerabtei Corvey bei Höxter im Bereich der Brückenmitte parallel zum Untergurt gelegt (Bild 3). Mit der von Bauinspektor Simon entworfenen 59,1 m weitgespannten Weserbrücke entstand der erste Schwedlerträger, dessen Obergurt geringfügig von der richtigen Gurtform abweicht: „Schwedler hatte nicht von vorneherein die ganz korrekte Funktion für die Gurtführung angegeben“.
Für die Weserbrücke erhielt Schwedler auf der Pariser Weltausstellung im Juli 1867 eine Goldmedaille.
Die richtige Funktion gab Schwedler erst 1868 im Rahmen der Planungen der 1873 fertiggestellten Elbbrücke Dömitz an (Bild 4).

## Nachweise
1. ↑  Karl-Eugen Kurrer in Stahlbau 85 (2016), Heft 5.